# Mosquée de Bali-aga Ljubunčić
La mosquée de Bali-aga Ljubunčić, également connue sous les noms de Balaguša džamija ou de Čaršijska džamija, est située en Bosnie-Herzégovine, dans la ville de Livno et dans la municipalité de Livno. Construite entre 1530 et 1550, elle est inscrite sur la liste des monuments nationaux de Bosnie-Herzégovine.